# 尼尔斯·吕贝里·芬森
尼尔斯·吕贝里·芬森（丹麥語：Niels Ryberg Finsen，1860年12月15日—1904年9月24日）是一位來自法羅群島的醫師與科學家。他曾在1903年獲得諾貝爾生理學或醫學獎，是丹麥的第一座諾貝爾獎。獲獎原因是：「認同他在治療疾病方面的貢獻，尤其是以光線放射治療尋常狼瘡，開啟了新的醫學方法。」
尼尔斯·吕贝里·芬森是光学疗法发明者。生于法羅群島首府托尔斯豪恩的官吏之家。1882年入丹麦哥本哈根大学医学院。毕业后终生负病，仍致力于光学治疗疾病的研究。1893年发明用红光治疗天花。1895年发明化学性光线治疗狼疮。1898年被授予教授职称，次年被国王封为勋爵。1899年出版《光线治疗》，总结了多年来的研究成果。1903年荣获生理学和医学诺贝尔奖金。